# Like Water (canción)
«Like Water» es una canción grabada por la cantante surcoreana Wendy para su primer EP del mismo nombre. Compuesto por el equipo de producción Coach & Sendo y Anne Judith Stokke Wik de Dsign Music, junto con Kenzie y Yoo Young-jin, es una balada pop acústica y rock moderno. Fue lanzado el 5 de abril de 2021 por SM Entertainment, junto con su videoclip.

## Antecedentes y lanzamiento
Según el sitio de entretenimiento StarNews, Wendy realizaría su debut como solista en abril. Posteriormente, SM Entertainment reportó a Sports Kyunghyang que el debut se llevaría a cabo. Antes de 2021, sufrió una fractura pélvica y una muñeca rota, entre otras lesiones, y había estado inactiva durante año debido al accidente en el escenario durante el festival de música SBS Gayo Daejeon de 2019. El 24 de marzo, se anunció oficialmente que Wendy haría su debut. El primer lote de imágenes teaser se lanzaron en las redes sociales de Red Velvet. «Like Water» se lanzó digitalmente el 5 de abril de 2021, junto al miniálbum.

## Composición
«Like Water» fue compuesto por el equipo de producción Coach & Sendo y Anne Judith Stokke Wik; las letras fueron escritas por Kenzie y Yoo Young-jin. Wendy declaró que la frase «I just wanted to thank you for believing in me» fue inspirada en sus fanáticos y la cantó con especial cariño. También comentó que el sencillo trata sobre la esperanza y la gratitud, y fue una canción curativa escrita para sus fanes.
Musicalmente, «Like Water» se describió como una balada pop acústica y rock moderno. Hwang Hye-jin de Newsen señaló que la pista armoniza «riffs líricos de guitarra, bandas y sonidos de cuerdas». JT Early de Beats Per Minute la llamó «una encantadora balada pop-rock con guitarra cálida, cuerdas elevadas y una sensación general de triunfo». La canción está compuesta en tono de sol mayor con un tempo de 84 pulsaciones por minuto. Líricamente, la canción compara la existencia y el significado de cada persona con el «agua», que es indispensable en la vida, lo que se suma al mensaje de esperanza para un nuevo viaje con gratitud a las personas que estuvieron a su lado. Ruby C de NME describió cómo la canción representa a personas que se necesitan unas a otras y se ayudan a llenarse unas a otras, «así como una persona no debería estar sin agua».

## Recepción crítica
Después de su lanzamiento, «Like Water» fue recibido con reseñas mixtas por parte de los críticos musicales. JT Early de Beats Per Minute calificó la canción como «una canción muy satisfactoria y cinematográfica que fácilmente podría ser la banda sonora del momento en que finalmente se ha superado un obstáculo difícil». La canción apareció en Bop Shop de MTV News, donde fue descrita como «una balada acústica etérea», complementando las notas altas de Wendy. Divyansha Dongre de Rolling Stone India elogió sus «habilidades vocales mientras experimenta con diferentes rangos a lo largo de la pista», citando además el refuerzo de las notas altas en el coro. Tamar Herman de South China Morning Post describió la canción como un «capricho pop suave, dulce y sentimental». Claire Dodson de Teen Vouge elogió la canción por sus «notas altas» que «son cinematográficas y conmovedoras», y concluyó que la hace «perfecta para el punto de inflexión en una película para mayores de edad». Erin Han de Idology señaló que «la canción puede parecer aburrida debido al poder explosivo de "When This Rain Stops"», aclarando que «la calidez de la canción continúa durante mucho tiempo, mejorando su poder persuasivo como sencillo». Jung Da-yeol de IZM comparó la similitud de la introducción de la guitarra acústica con «Fine» de Taeyeon.